# ATP Challenger Tour 2018
In der folgenden Tabelle werden die Turniere der professionellen Herrentennis-Saison 2018 der ATP Challenger Tour dargestellt. Sie bestand aus 159 Turnieren mit einem Preisgeld zwischen 50.000 und 150.000 US-Dollar. Es war die 42. Ausgabe des Challenger-Turnierzyklus und die zehnte unter dem Namen ATP Challenger Tour.

## Turnierplan

### Januar
| Datum1 | Ort           | Turnier                                  | Preisgeld2   | Belag3        | Sieger Einzel     | Sieger Doppel                             |
| ------ | ------------- | ---------------------------------------- | ------------ | ------------- | ----------------- | ----------------------------------------- |
| 01.01. | Nouméa        | Challenger BNP Paribas Nouméa            | $ 075.000 +H | Hartplatz     | Noah Rubin        | Hugo Nys Tim Pütz                         |
| 01.01. | Bangkok       | KPN Academy-Usierra Bangkok Open         | $ 050.000 +H | Hartplatz     | Marcel Granollers | Gerard Granollers Marcel Granollers       |
| 01.01. | Playford City | City of Playford Tennis International    | $ 075.000    | Hartplatz     | Jason Kubler      | Mackenzie McDonald Tommy Paul             |
| 08.01. | Bangkok       | Bangkok Open                             | $ 050.000 +H | Hartplatz     | Marcel Granollers | Jamie Cerretani Joe Salisbury             |
| 08.01. | Canberra      | East Hotel Canberra Challenger           | $ 075.000    | Hartplatz     | Andreas Seppi     | Jonathan Erlich Divij Sharan              |
| 15.01. | Koblenz       | Koblenz Open                             | € 043.000 +H | Hartplatz (i) | Mats Moraing      | Romain Arneodo Sam Weissborn              |
| 22.01. | Newport Beach | Oracle Challenger Series – Newport Beach | $ 150.000 +H | Hartplatz     | Taylor Fritz      | Jamie Cerretani Leander Paes              |
| 22.01. | Rennes        | Open de Rennes                           | € 064.000 +H | Hartplatz (i) | Vasek Pospisil    | Sander Gillé Joran Vliegen                |
| 29.01. | Dallas        | RBC Tennis Championships of Dallas       | $ 125.000    | Hartplatz (i) | Kei Nishikori     | Jeevan Nedunchezhiyan Christopher Rungkat |
| 29.01. | Burnie        | Caterpillar Burnie International         | $ 075.000    | Hartplatz     | Stéphane Robert   | Gerard Granollers Marcel Granollers       |
| 29.01. | Quimper       | Open Quimper Bretagne Occidentale        | € 043.000 +H | Hartplatz (i) | Quentin Halys     | Ken Skupski Neal Skupski                  |

### Februar
| Datum  | Ort                 | Turnier                                         | Preisgeld    | Belag         | Sieger Einzel       | Sieger Doppel                     |
| ------ | ------------------- | ----------------------------------------------- | ------------ | ------------- | ------------------- | --------------------------------- |
| 05.02. | San Francisco       | Kunal Patel San Francisco Open                  | $ 100.000    | Hartplatz (i) | Jason Jung          | Marcelo Arévalo Roberto Maytín    |
| 05.02. | Budapest            | Hungarian Challenger Open                       | € 064.000    | Hartplatz (i) | Vasek Pospisil      | Félix Auger-Aliassime Nicola Kuhn |
| 05.02. | Launceston          | Smart Fibre Launceston International            | $ 075.000    | Hartplatz     | Marc Polmans        | Alex Bolt Bradley Mousley         |
| 12.02. | Chennai             | Chennai Open                                    | $ 050.000 +H | Hartplatz     | Jordan Thompson     | N. Sriram Balaji Vishnu Vardhan   |
| 12.02. | Cherbourg-Octeville | Challenger La Manche – Cherbourg                | € 043.000 +H | Hartplatz (i) | Maximilian Marterer | Romain Arneodo Sam Weissborn      |
| 19.02. | Bergamo             | Internazionali di Tennis Trofeo Faip–Perrel     | € 064.000 +H | Hartplatz (i) | Matteo Berrettini   | Scott Clayton Jonny O’Mara        |
| 19.02. | Kyōto               | Shimadzu All Japan Indoor Tennis Championships  | $ 050.000 +H | Hartplatz (i) | John Millman        | Luke Saville Jordan Thompson      |
| 19.02. | Morelos             | Morelos Open                                    | $ 050.000 +H | Hartplatz     | Dennis Novikov      | Roberto Maytín Fernando Romboli   |
| 26.02. | Indian Wells        | Indian Wells Challenger                         | $ 150.000 +H | Hartplatz     | Martin Kližan       | Austin Krajicek Jackson Withrow   |
| 26.02. | Punta del Este      | Punta Open                                      | $ 050.000 +H | Sand          | Guido Andreozzi     | Facundo Bagnis Ariel Behar        |
| 26.02. | Yokohama            | Keio Challenger International Tennis Tournament | $ 075.000    | Hartplatz     | Yasutaka Uchiyama   | Tobias Kamke Tim Pütz             |

### März
| Datum  | Ort               | Turnier                                   | Preisgeld    | Belag         | Sieger Einzel      | Sieger Doppel                             |
| ------ | ----------------- | ----------------------------------------- | ------------ | ------------- | ------------------ | ----------------------------------------- |
| 05.03. | Santiago de Chile | Cachantún Open                            | $ 050.000 +H | Sand          | Marco Cecchinato   | Romain Arneodo Jonathan Eysseric          |
| 05.03. | Zhuhai            | Zhuhai Open                               | $ 075.000    | Hartplatz     | Alex Bolt          | Denys Moltschanow Igor Zelenay            |
| 12.03. | Irving            | Irving Tennis Classic                     | $ 150.000 +H | Hartplatz     | Michail Kukuschkin | Philipp Petzschner Alexander Peya         |
| 12.03. | Shenzhen          | Pingshan Open                             | $ 075.000 +H | Hartplatz     | Ilja Iwaschka      | Hsieh Cheng-peng Rameez Junaid            |
| 12.03. | Drummondville     | Challenger Banque Nationale Drummondville | $ 075.000    | Hartplatz (i) | Denis Kudla        | Joris De Loore Frederik Nielsen           |
| 19.03. | Lille             | Play In Challenger                        | € 043.000 +H | Hartplatz (i) | Grégoire Barrère   | Hugo Nys Tim Pütz                         |
| 19.03. | Qujing            | PBT Cup Challenger Tour Qujing            | $ 075.000    | Hartplatz     | Malek Jaziri       | Aljaksandr Bury Peng Hsien-yin            |
| 26.03. | Le Gosier         | Open Region Guadeloupe                    | € 085.000 +H | Hartplatz     | Dušan Lajović      | Neal Skupski John-Patrick Smith           |
| 26.03. | Marbella          | Casino Admiral Trophy                     | € 043.000 +H | Sand          | Stefano Travaglia  | Guido Andreozzi Ariel Behar               |
| 26.03. | Saint-Brieuc      | Open Harmonie Mutuelle                    | € 043.000 +H | Hartplatz (i) | Ričardas Berankis  | Sander Arends Sam Weissborn               |
| 26.03. | San Luis Potosí   | San Luis Open                             | $ 050.000 +H | Sand          | Marcelo Arévalo    | Marcelo Arévalo Miguel Ángel Reyes Varela |

### April
| Datum  | Ort                 | Turnier                                     | Preisgeld    | Belag         | Sieger Einzel        | Sieger Doppel                             |
| ------ | ------------------- | ------------------------------------------- | ------------ | ------------- | -------------------- | ----------------------------------------- |
| 02.04. | Alicante            | Ferrero Challenger Open                     | € 043.000 +H | Sand          | Pablo Andújar        | Wesley Koolhof Artem Sitak                |
| 02.04. | Panama-Stadt        | Visit Panama Tennis Cup                     | $ 050.000 +H | Sand          | Carlos Berlocq       | Yannick Hanfmann Kevin Krawietz           |
| 09.04. | Taipeh              | Santaizi Challenger                         | $ 150.000 +H | Teppich (i)   | Yuki Bhambri         | Matthew Ebden Andrew Whittington          |
| 09.04. | Mexiko-Stadt        | CDMX Open                                   | $ 100.000 +H | Sand          | Juan Ignacio Londero | Yannick Hanfmann Kevin Krawietz           |
| 09.04. | Barletta            | Open Città della Disfida                    | € 043.000 +H | Sand          | Marco Trungelliti    | Denys Moltschanow Igor Zelenay            |
| 17.04. | Sarasota            | Sarasota Open                               | $ 100.000    | Sand          | Hugo Dellien         | Evan King Hunter Reese                    |
| 17.04. | Tunis               | Tunis Open                                  | $ 075.000 +H | Sand          | Guido Andreozzi      | Denys Moltschanow Igor Zelenay            |
| 17.04. | Guadalajara         | Jalisco Open                                | $ 050.000 +H | Hartplatz     | Marcelo Arévalo      | Marcelo Arévalo Miguel Ángel Reyes Varela |
| 17.04. | Nanchang            | Gangjiang New Area International Challenger | $ 050.000 +H | Sand (i)      | Quentin Halys        | Gong Maoxin Zhang Ze                      |
| 23.04. | Anning              | Kunming Challenger                          | $ 150.000 +H | Sand          | Prajnesh Gunneswaran | Aljaksandr Bury Lloyd Harris              |
| 23.04. | León                | Torneo Challenger León                      | $ 075.000 +H | Hartplatz     | Christopher Eubanks  | Gonzalo Escobar Manuel Sánchez            |
| 23.04. | Tallahassee         | Tallahassee Tennis Challenger               | $ 075.000    | Sand          | Noah Rubin           | Robert Galloway Denis Kudla               |
| 23.04. | Francavilla al Mare | Internazionali di Tennis d’Abruzzo          | € 043.000 +H | Sand          | Gianluigi Quinzi     | Julian Ocleppo Andrea Vavassori           |
| 30.04. | Seoul               | Seoul Open Challenger                       | $ 100.000 +H | Hartplatz     | Mackenzie McDonald   | Toshihide Matsui Frederik Nielsen         |
| 30.04. | Glasgow             | Glasgow Trophy                              | € 085.000    | Hartplatz (i) | Lukáš Lacko          | Gerard Granollers Guillermo Olaso         |
| 30.04. | Puerto Vallarta     | Puerto Vallarta Open                        | $ 075.000 +H | Hartplatz     | Adrián Menéndez      | Ante Pavić Danilo Petrović                |
| 30.04. | Ostrava             | Prosperita Open                             | € 064.000 +H | Sand          | Arthur De Greef      | Attila Balázs Gonçalo Oliveira            |
| 30.04. | Savannah            | St. Joseph’s/Candler Savannah Challenger    | $ 075.000    | Sand          | Hugo Dellien         | Luke Bambridge Akira Santillan            |

### Mai
| Datum  | Ort             | Turnier                                   | Preisgeld    | Belag         | Sieger Einzel      | Sieger Doppel                             |
| ------ | --------------- | ----------------------------------------- | ------------ | ------------- | ------------------ | ----------------------------------------- |
| 07.05. | Aix-en-Provence | Open du Pays d’Aix                        | € 127.000 +H | Sand          | John Millman       | Philipp Petzschner Tim Pütz               |
| 07.05. | Qarshi          | Karshi Challenger                         | $ 075.000 +H | Hartplatz     | Jahor Herassimau   | Timur Chabibulin Wladyslaw Manafow        |
| 07.05. | Rom             | Garden Open                               | € 064.000 +H | Sand          | Adam Pavlásek      | Kevin Krawietz Andreas Mies               |
| 07.05. | Braga           | Braga Open                                | € 043.000 +H | Sand          | Pedro Sousa        | Sander Arends Adil Shamasdin              |
| 07.05. | Gimcheon        | Gimcheon Challenger                       | $ 050.000 +H | Hartplatz     | Yoshihito Nishioka | Ruan Roelofse John-Patrick Smith          |
| 14.05. | Busan           | Busan Open Challenger                     | $ 150.000 +H | Hartplatz     | Matthew Ebden      | Hsieh Cheng-peng Christopher Rungkat      |
| 14.05. | Bordeaux        | BNP Paribas Primrose Bordeaux             | € 106.000 +H | Sand          | Reilly Opelka      | Bradley Klahn Peter Polansky              |
| 14.05. | Heilbronn       | Neckarcup                                 | € 085.000 +H | Sand          | Rudi Molleker      | Rameez Junaid David Pel                   |
| 14.05. | Samarqand       | Samarkand Challenger                      | $ 075.000 +H | Sand          | Luca Vanni         | N. Sriram Balaji Vishnu Vardhan           |
| 14.05. | Lissabon        | Lisboa Belém Open                         | € 043.000 +H | Sand          | Tommy Robredo      | Marcelo Arévalo Miguel Ángel Reyes Varela |
| 21.05. | Loughborough    | Loughborough Trophy                       | € 085.000    | Hartplatz (i) | Hiroki Moriya      | Frederik Nielsen Joe Salisbury            |
| 21.05. | Mestre          | Venice Challenge Save Cup                 | € 043.000 +H | Sand          | Gianluigi Quinzi   | Marin Draganja Tomislav Draganja          |
| 28.05. | Vicenza         | Internazionali di Tennis Città di Vicenza | € 064.000    | Sand          | Hugo Dellien       | Ariel Behar Enrique López Pérez           |

### Juni
| Datum  | Ort           | Turnier                              | Preisgeld    | Belag     | Sieger Einzel         | Sieger Doppel                          |
| ------ | ------------- | ------------------------------------ | ------------ | --------- | --------------------- | -------------------------------------- |
| 04.06. | Prostějov     | Moneta Czech Open                    | € 127.000 +H | Sand      | Jaume Munar           | Denys Moltschanow Igor Zelenay         |
| 04.06. | Surbiton      | Surbiton Trophy                      | € 127.000    | Rasen     | Jérémy Chardy         | Luke Bambridge Jonny O’Mara            |
| 04.06. | Posen         | Poznań Open                          | € 064.000 +H | Sand      | Hubert Hurkacz        | Mateusz Kowalczyk Szymon Walków        |
| 04.06. | Schymkent     | Shymkent Challenger                  | $ 050.000 +H | Sand      | Yannick Hanfmann      | Lorenzo Giustino Gonçalo Oliveira      |
| 11.06. | Caltanissetta | Città di Caltanissetta               | € 127.000 +H | Sand      | Jaume Munar           | Federico Gaio Andrea Pellegrino        |
| 11.06. | Nottingham    | Nature Valley Open                   | € 127.000 +H | Rasen     | Alex de Minaur        | Frederik Nielsen Joe Salisbury         |
| 11.06. | Lyon          | Open Sopra Steria de Lyon            | € 064.000 +H | Sand      | Félix Auger-Aliassime | Elliot Benchetrit Geoffrey Blancaneaux |
| 11.06. | Almaty        | Almaty Challenger                    | $ 050.000 +H | Sand      | Jurij Rodionov        | Kevin Krawietz Andreas Mies            |
| 18.06. | Ilkley        | Fuzion 100 Ilkley Trophy             | € 0127.000   | Rasen     | Serhij Stachowskyj    | Austin Krajicek Jeevan Nedunchezhiyan  |
| 18.06. | Fargʻona      | Fergana Challenger                   | $ 075.000 +H | Hartplatz | Nikola Milojević      | Iwan Gachow Alexander Pawljutschenkow  |
| 18.06. | Poprad-Tatry  | Poprad-Tatry Challenger              | € 064.000 +H | Sand      | Jozef Kovalík         | Tomislav Brkić Ante Pavić              |
| 18.06. | Blois         | Internationaux de Tennis de Blois    | € 043.000 +H | Sand      | Scott Griekspoor      | Fabrício Neis David Vega Hernández     |
| 18.06. | L’Aquila      | Internazionali Tennis Città L’Aquila | € 043.000 +H | Sand      | Facundo Bagnis        | Filippo Baldi Andrea Pellegrino        |
| 25.06. | Mailand       | Aspria Tennis Cup                    | € 043.000 +H | Sand      | Laslo Đere            | Julian Ocleppo Andrea Vavassori        |

### Juli
| Datum  | Ort           | Turnier                                               | Preisgeld    | Belag     | Sieger Einzel           | Sieger Doppel                                 |
| ------ | ------------- | ----------------------------------------------------- | ------------ | --------- | ----------------------- | --------------------------------------------- |
| 02.07. | Marburg       | Marburg Open                                          | € 043.000 +H | Sand      | Juan Ignacio Londero    | Fabrício Neis David Vega Hernández            |
| 02.07. | Recanati      | Guzzini Challenger                                    | € 043.000 +H | Hartplatz | Daniel Brands           | Gong Maoxin Zhang Ze                          |
| 09.07. | Braunschweig  | Sparkassen Open                                       | € 127.000 +H | Sand      | Yannick Hanfmann        | Santiago González Wesley Koolhof              |
| 09.07. | Winnetka      | Nielsen Pro Tennis Championship                       | $ 075.000    | Hartplatz | Jewgeni Karlowski       | Austin Krajicek Jeevan Nedunchezhiyan         |
| 09.07. | Winnipeg      | Winnipeg National Bank Challenger                     | $ 075.000    | Hartplatz | Jason Kubler            | Marc-Andrea Hüsler Sem Verbeek                |
| 09.07. | Båstad        | Båstad Challenger                                     | € 043.000 +H | Sand      | Pedro Martínez          | Harri Heliövaara Henri Laaksonen              |
| 09.07. | Perugia       | Internazionali di Tennis Città di Perugia             | € 043.000 +H | Sand      | Ulises Blanch           | Daniele Bracciali Matteo Donati               |
| 16.07. | Astana        | President’s Cup                                       | $ 125.000    | Hartplatz | Sebastian Ofner         | Michail Jelgin Jaraslau Schyla                |
| 16.07. | San Benedetto | San Benedetto Tennis Cup                              | € 064.000 +H | Sand      | Daniel Elahi Galán      | Julian Ocleppo Andrea Vavassori               |
| 16.07. | Scheveningen  | The Hague Open                                        | € 064.000 +H | Sand      | Thiemo de Bakker        | Ruben Gonzales Nathaniel Lammons              |
| 16.07. | Gatineau      | Challenger Banque Nationale de Gatineau               | $ 075.000    | Hartplatz | Bradley Klahn           | Robert Galloway Bradley Klahn                 |
| 23.07. | Granby        | Challenger Banque Nationale de Granby                 | $ 100.000    | Hartplatz | Peter Polansky          | Alex Lawson Li Zhe                            |
| 23.07. | Binghamton    | Levene Gouldin & Thompson Tennis Challenger           | $ 075.000    | Hartplatz | Jay Clarke              | Gerard Granollers Marcel Granollers           |
| 23.07. | Padua         | Internationali di Tennis Country 2001 Team Challenger | € 043.000 +H | Sand      | Sergio Gutiérrez Ferrol | Tomislav Brkić Ante Pavić                     |
| 23.07. | Prag          | Advantage Cars Prague Open                            | € 043.000 +H | Sand      | Lukáš Rosol             | Sander Gillé Joran Vliegen                    |
| 23.07. | Tampere       | Aamulehti Tampere Open                                | € 043.000 +H | Sand      | Tallon Griekspoor       | Markus Eriksson André Göransson               |
| 30.07. | Chengdu       | International Challenger Chengdu                      | $ 125.000    | Hartplatz | Zhang Ze                | Gong Maoxin Zhang Ze                          |
| 30.07. | Segovia       | Open Castilla y León – Villa de El Espinar            | € 085.000 +H | Hartplatz | Ugo Humbert             | Andrés Artuñedo Martinavarro David Pérez Sanz |
| 30.07. | Sopot         | Sopot Open                                            | € 064.000 +H | Sand      | Paolo Lorenzi           | Mateusz Kowalczyk Szymon Walków               |
| 30.07. | Lexington     | Kentucky Bank Tennis Championships                    | $ 075.000    | Hartplatz | Lloyd Harris            | Robert Galloway Roberto Maytín                |
| 30.07. | Liberec       | Svijany Open                                          | € 043.000 +H | Sand      | Andrej Martin           | Sander Gillé Joran Vliegen                    |

### August
| Datum  | Ort       | Turnier                             | Preisgeld    | Belag     | Sieger Einzel      | Sieger Doppel                   |
| ------ | --------- | ----------------------------------- | ------------ | --------- | ------------------ | ------------------------------- |
| 06.08. | Pullach   | Isar Open                           | € 127.000 +H | Sand      | Pedro Sousa        | Sander Gillé Joran Vliegen      |
| 06.08. | Jinan     | Jinan International Open            | $ 150.000    | Hartplatz | Alexei Popyrin     | Hsieh Cheng-peng Yang Tsung-hua |
| 06.08. | Aptos     | Nordic Naturals Challenger          | $ 100.000    | Hartplatz | Thanasi Kokkinakis | Thanasi Kokkinakis Matt Reid    |
| 06.08. | Portorož  | Zavarovalnica Sava Slovenia Open    | € 064.000    | Hartplatz | Constant Lestienne | Gerard Granollers Lukáš Rosol   |
| 13.08. | Vancouver | Odlum Brown Vanopen                 | $ 100.000    | Hartplatz | Daniel Evans       | Luke Bambridge Neal Skupski     |
| 13.08. | Cordenons | Challenger Acqua Dolomia Tennis Cup | € 064.000 +H | Sand      | Paolo Lorenzi      | Denys Moltschanow Igor Zelenay  |
| 13.08. | Gwangju   | Gwangju Challenger                  | $ 050.000 +H | Hartplatz | Maverick Banes     | Nam Ji-sung Song Min-kyu        |
| 13.08. | Meerbusch | Tennis Open Stadtwerke Meerbusch    | € 043.000 +H | Sand      | Filip Horanský     | David Pérez Sanz Mark Vervoort  |
| 27.08. | Como      | Torneo Città di Como                | € 064.000    | Sand      | Salvatore Caruso   | Andre Begemann Dustin Brown     |
| 27.08. | Mallorca  | Rafa Nadal Open Banc Sabadell       | € 043.000 +H | Sand      | Bernard Tomic      | Ariel Behar Enrique López Pérez |

### September
| Datum  | Ort          | Turnier                                | Preisgeld    | Belag         | Sieger Einzel        | Sieger Doppel                         |
| ------ | ------------ | -------------------------------------- | ------------ | ------------- | -------------------- | ------------------------------------- |
| 03.09. | Chicago      | Oracle Challenger Series – Chicago     | $ 150.000 +H | Hartplatz     | Denis Istomin        | Luke Bambridge Neal Skupski           |
| 03.09. | Genua        | AON Open                               | € 127.000 +H | Sand          | Lorenzo Sonego       | Kevin Krawietz Andreas Mies           |
| 03.09. | Sevilla      | Copa Sevilla                           | € 064.000 +H | Sand          | Kimmer Coppejans     | Gerard Granollers Pedro Martínez      |
| 03.09. | Cassis       | Cassis Open Provence                   | € 064.000    | Hartplatz     | Enzo Couacaud        | Matt Reid Serhij Stachowskyj          |
| 03.09. | Zhangjiagang | International Challenger Zhangjiagang  | $ 050.000 +H | Hartplatz     | Yasutaka Uchiyama    | Gong Maoxin Zhang Ze                  |
| 10.09. | Stettin      | Pekao Szczecin Open                    | € 127.000 +H | Sand          | Guido Andreozzi      | Karol Drzewiecki Filip Polášek        |
| 10.09. | Banja Luka   | Srpska Open                            | € 085.000 +H | Sand          | Alessandro Giannessi | Andrej Martin Hans Podlipnik-Castillo |
| 10.09. | Istanbul     | American Express – Istanbul Challenger | $ 075.000 +H | Hartplatz     | Corentin Moutet      | Rameez Junaid Purav Raja              |
| 10.09. | Cary         | Atlantic Tire Championships            | $ 050.000 +H | Hartplatz     | James Duckworth      | Evan King Hunter Reese                |
| 10.09. | Shanghai     | Road to the Rolex Shanghai Masters     | $ 075.000    | Hartplatz     | Blaž Kavčič          | Gong Maoxin Zhang Ze                  |
| 17.09. | Kaohsiung    | Kaohsiung OEC Open                     | $ 150.000 +H | Hartplatz (i) | Gaël Monfils         | Hsieh Cheng-peng Yang Tsung-hua       |
| 17.09. | Columbus     | Columbus Challenger                    | $ 075.000    | Hartplatz (i) | Michael Mmoh         | Tommy Paul Peter Polansky             |
| 17.09. | Biella       | Thindown Challenger Biella             | € 043.000 +H | Sand          | Federico Delbonis    | Fabrício Neis David Vega Hernández    |
| 17.09. | Sibiu        | Sibiu Open                             | € 043.000 +H | Sand          | Dragoș Dima          | Kevin Krawietz Andreas Mies           |
| 24.09. | Orléans      | Open d’Orléans                         | € 127.000 +H | Hartplatz (i) | Aljaž Bedene         | Luke Bambridge Jonny O’Mara           |
| 24.09. | Tiburon      | Wells Fargo Tiburon Challenger         | $ 100.000    | Hartplatz     | Michael Mmoh         | Hans Hach Verdugo Luke Saville        |

### Oktober
| Datum  | Ort                  | Turnier                                       | Preisgeld    | Belag         | Sieger Einzel           | Sieger Doppel                          |
| ------ | -------------------- | --------------------------------------------- | ------------ | ------------- | ----------------------- | -------------------------------------- |
| 01.10. | Monterrey            | Abierto GNP Seguros                           | $ 150.000 +H | Hartplatz     | David Ferrer            | Marcelo Arévalo Jeevan Nedunchezhiyan  |
| 01.10. | Stockton             | Stockton Challenger                           | $ 100.000    | Hartplatz     | Lloyd Harris            | Darian King Noah Rubin                 |
| 01.10. | Florenz              | Firenze Tennis Cup                            | € 064.000 +H | Sand          | Pablo Andújar           | Rameez Junaid David Pel                |
| 01.10. | Almaty               | Almaty II Challenger                          | $ 050.000 +H | Hartplatz     | Denis Istomin           | Zdeněk Kolář Lukáš Rosol               |
| 01.10. | Campinas             | Campeonato Internacional de Tênis             | $ 050.000 +H | Sand          | Cristian Garín          | Hugo Dellien Guillermo Durán           |
| 08.10. | Santo Domingo        | Santo Domingo Open                            | $ 125.000 +H | Sand          | Cristian Garín          | Leander Paes Miguel Ángel Reyes Varela |
| 08.10. | Fairfield            | Northbay Healthcare Men’s Pro Championship    | $ 100.000    | Hartplatz     | Björn Fratangelo        | Sanchai Ratiwatana Christopher Rungkat |
| 08.10. | St. Ulrich in Gröden | Sparkasse Challenger                          | € 064.000    | Hartplatz (i) | Ugo Humbert             | Sander Gillé Joran Vliegen             |
| 08.10. | Taschkent            | Tashkent Challenger                           | $ 075.000    | Hartplatz     | Félix Auger-Aliassime   | Sanjar Fayziyev Joʻrabek Karimov       |
| 08.10. | Barcelona            | Sánchez-Casal Mapfre Cup                      | € 043.000 +H | Sand          | Roberto Carballés Baena | Marcelo Demoliner David Vega Hernández |
| 15.10. | Ningbo               | Yinzhou International Men’s Tennis Challenger | $ 150.000    | Hartplatz     | Thomas Fabbiano         | Gong Maoxin Zhang Ze                   |
| 15.10. | Calgary              | Calgary National Bank Challenger              | $ 075.000 +H | Hartplatz (i) | Ivo Karlović            | Robert Galloway Nathan Pasha           |
| 15.10. | Ismaning             | Wolffkran Open                                | € 043.000 +H | Teppich (i)   | Filippo Baldi           | Purav Raja Antonio Šančić              |
| 22.10. | Brest                | Open Brest Crédit Agricole                    | € 106.000 +H | Hartplatz (i) | Hubert Hurkacz          | Sander Gillé Joran Vliegen             |
| 22.10. | Las Vegas            | Las Vegas Tennis Open                         | $ 050.000 +H | Hartplatz     | Thanasi Kokkinakis      | Marcelo Arévalo Roberto Maytín         |
| 22.10. | Lima                 | Lima Challenger                               | $ 050.000 +H | Sand          | Cristian Garín          | Guido Andreozzi Guillermo Durán        |
| 22.10. | Liuzhou              | Liuzhou International Challenger              | $ 050.000 +H | Hartplatz     | Radu Albot              | Gong Maoxin Zhang Ze                   |
| 22.10. | Traralgon            | Latrobe City Traralgon Challenger             | $ 075.000    | Hartplatz     | Jordan Thompson         | Jeremy Beale Marc Polmans              |
| 29.10. | Shenzhen             | Shenzhen International Challenger             | $ 075.000 +H | Hartplatz     | Miomir Kecmanović       | Hsieh Cheng-peng Christopher Rungkat   |
| 29.10. | Canberra             | Apis Canberra International                   | $ 075.000    | Hartplatz     | Jordan Thompson         | Evan Hoyt Wu Tung-lin                  |
| 29.10. | Charlottesville      | Charlottesville Tennis Challenger             | $ 075.000    | Hartplatz (i) | Tommy Paul              | Harri Heliövaara Henri Laaksonen       |
| 29.10. | Eckental             | Challenger Eckental                           | € 043.000 +H | Teppich (i)   | Antoine Hoang           | Kevin Krawietz Andreas Mies            |
| 29.10. | Guayaquil            | Challenger Ciudad de Guayaquil                | $ 050.000 +H | Sand          | Guido Andreozzi         | Guillermo Durán Roberto Quiroz         |

### November
| Datum  | Ort                  | Turnier                              | Preisgeld    | Belag         | Sieger Einzel        | Sieger Doppel                                 |
| ------ | -------------------- | ------------------------------------ | ------------ | ------------- | -------------------- | --------------------------------------------- |
| 05.11. | Bratislava           | Peugeot Slovak Open                  | € 106.000 +H | Hartplatz (i) | Alexander Bublik     | Denys Moltschanow Igor Zelenay                |
| 05.11. | Mouilleron-le-Captif | Internationaux de Tennis de Vendée   | € 085.000 +H | Hartplatz (i) | Elias Ymer           | Sander Gillé Joran Vliegen                    |
| 05.11. | Montevideo           | Uruguay Open                         | $ 075.000 +H | Sand          | Guido Pella          | Guido Andreozzi Guillermo Durán               |
| 05.11. | Knoxville            | Knoxville Challenger                 | $ 075.000    | Hartplatz (i) | Reilly Opelka        | Toshihide Matsui Frederik Nielsen             |
| 12.11. | Bangalore            | Bengaluru Open                       | $ 150.000 +H | Hartplatz     | Prajnesh Gunneswaran | Max Purcell Luke Saville                      |
| 12.11. | Houston              | Oracle Challenger Series – Houston   | $ 150.000 +H | Hartplatz     | Bradley Klahn        | Austin Krajicek Nicholas Monroe               |
| 12.11. | Buenos Aires         | Challenger Buenos Aires              | $ 050.000 +H | Sand          | Pablo Andújar        | Guido Andreozzi Guillermo Durán               |
| 12.11. | Champaign            | JSM Challenger of Champaign-Urbana   | $ 075.000    | Hartplatz (i) | Reilly Opelka        | Matt Reid John-Patrick Smith                  |
| 12.11. | Kōbe                 | Hyogo Noah Challenger                | $ 050.000 +H | Hartplatz (i) | Tatsuma Itō          | Gonçalo Oliveira Akira Santillan              |
| 19.11. | Andria               | Andria e Castel del Monte Challenger | € 043.000 +H | Teppich (i)   | Ugo Humbert          | Karol Drzewiecki Szymon Walków                |
| 19.11. | Pune                 | KPIT-MSLTA Challenger                | $ 050.000 +H | Hartplatz     | Elias Ymer           | N. Vijay Sundar Prashanth Ramkumar Ramanathan |

- 1 Turnierbeginn (ohne Qualifikation)
- 2 Das Kürzel +H (= hospitality) bedeutet, dass das betreffende Turnier die Spieler unterbringt
- 3 Das Kürzel „(i)“ (= indoor) bedeutet, dass das betreffende Turnier in einer Halle ausgetragen wird.

## Verteilung der Weltranglistenpunkte
Ein Überblick über die Punktverteilung der jeweiligen Challenger-Kategorien im Jahr 2018.
| Turnierkategorie | Gesamtsumme Preisgeld                         | S   | F  | HF | VF | AF | Zusätzliche Qualifikationspunkte |
| ---------------- | --------------------------------------------- | --- | -- | -- | -- | -- | -------------------------------- |
| Challenger       | $0150.000 +H €0127.000 +H                     | 125 | 75 | 45 | 25 | 10 | 5                                |
| Challenger       | $0150.000 $0125.000 +H €0127.000 €0106.000 +H | 110 | 65 | 40 | 20 | 09 | 5                                |
| Challenger       | $0125.000 $0100.000 +H €0106.000 €0085.000 +H | 100 | 60 | 35 | 18 | 08 | 5                                |
| Challenger       | $0100.000 $0075.000 +H €0085.000 €0064.000 +H | 090 | 55 | 33 | 17 | 08 | 5                                |
| Challenger       | $0075.000 €0064.000                           | 080 | 48 | 29 | 15 | 07 | 3                                |
| Challenger       | $0050.000 +H €0043.000 +H                     | 080 | 48 | 29 | 15 | 06 | 3                                |

- Erklärung Kopfzeile: S = Sieger; F = (unterlegener) Finalist; HF = Halbfinale erreicht (und dann ausgeschieden); VF = Viertelfinale; AF = Achtelfinale
- +H = Turniere, die zusätzlich zum Preisgeld die Unterkunft für die Spieler tragen, werden in die jeweils nächsthöhere Preisgeldkategorie gestuft.
- Paare im Doppel erhalten keine Punkte vor dem Viertelfinale.